# 17.ª Avenida Suroeste
La carretera NN‑293, oficialmente conocida como la 17 Avenida Suroeste, es una vía departamental secundaria del departamento de Managua, en el occidente de Nicaragua. Tiene una longitud de 15.78 kilómetros y atraviesa la ciudad de Managua en sentido norte-sur, iniciando en el Barrio La Esperanza, a la altura de la Pista Juan Pablo II, y concluyendo en la finca San Rafael Fabretto en Villa Fontana. Esta arteria urbana fue remodelada en 2025 como parte del plan de modernización vial del municipio.

## Trazado y cruces
La siguiente tabla muestra su recorrido, localidades y principales conexiones:
| km    | Localidad             | Departamento | Conexión / Ruta     |
| ----- | --------------------- | ------------ | ------------------- |
| 0.0   | Barrio La Esperanza   | Managua      | Pista Juan Pablo II |
| 5.1   | Barrio San Sebastián  | Managua      |                     |
| 10.7  | Colonia Centroamérica | Managua      |                     |
| 15.78 | Villa Fontana         | Managua      |                     |

## Coordenadas
Un tramo de la vía puede encontrarse cerca de la Colonia Centroamérica en: 12°07′25″N 86°15′58″O / 12.1235, -86.2662